# نظيم شعراوي
نظيم شعراوي (12 أكتوبر 1922  - 30 يونيو 2010 )، ممثل مصري. بدأ مشواره الفني في نهاية الأربعينيات. عمل في مسرح رمسيس والمسرح القومي. ونال شهرته بأدواره المسرحية التي قدمها مع فؤاد المهندس ومن أشهر ادوارة دورة في مسرحية شاهد ما شفش حاجة .

## بدايته الفنية
في بداية الأربعينيات اشترك بمعهد خاص يديره الريجيسير قاسم وجدي. وكانت المحاضرات يلقيها كبار الممثلين المصريين في ذلك الوقت. وبعد المحاضرات كان قاسم وجدي يصطحب الطلاب لأداء أدوار تمثيلية. فكان أول أدوار نظيم شعراوي دور طيار في فيلم فتاة من فلسطين عام 1948. ثم دخل المعهد العالي للتمثيل وتخرج فيه عام 1953 . وكان من بين زملائه برلنتي عبد الحميد وسناء جميل ومحمد رضا.
عمل بعد ذلك بالمسرح القومي لكنه لم يستمر به طويلا، لينضم إلى فرقة يوسف وهبي.وقدم معه أعمالا تعد من العلامات المسرحية مثل كرسي الاعتراف وراسبوتين والأخرس.

## أعماله
- زوجة رجل مهم (1988)
- مسلسل الرجل الأخر ( 1999)
- الواد محروس بتاع الوزير (1999)
- ساكن قصادي (مسلسل) (1995)
- هدى ومعالى الوزير (1995)
- طيور الظلام (1995)
- يا عزيزى كلنا لصوص (1989)
- فوازير المناسبات (1988)
- الأسطي المدير (1988)
- الكماشة (1988)
- وصية رجل مجنون (1987)
- الطعنة (1987)
- جذور في الهواء (1986)
- صراع العشاق (1981)
- مع تحياتى لأستاذى العزيز (1981)
- 1980: عمل إيه الحب في بابا.
- الفقراء أولادى (1980)
- مسرحية القضية رقم واحد (1979)
- ليلة بكى فيها القمر (1980)
- مسلسل زيارة ودية (1979)
- الرغبة والثمن (1978)
- عيب يا لولو .. يا لولو عيب (1978)
- شباب يرقص فوق النار (1978) .... عبد الفتاح
- مسلسل عودة الروح (1977)
- طائر الليل الحزين (1977)
- كفانى يا قلب (1977) .... المنتج السينمائي
- شقة في وسط البلد (1977)
- آه يا ليل يا زمن (1977)
- الدموع الساخنة (1976)
- العصفور (1972)
- دعوة للحياة (1972)
- الشيطان والخريف (1972)
- هاربات من الحب (1970)
- ربع دستة أشرار (1970)
- شارع الملاهى (1969)
- الرعب (1969)
- صراع المحترفين (1969)
- الرجل الذي فقد ظله (1968)
- القبلة الأخيرة (1967)
- الأبواب المغلقة (1966)
- الرجل المجهول (1965)
- كريم بن الشيخ (1964)
- رابعة العدوية (1963)
- كريم بن الشيخ (1962)
- رسالة إلى الله (1961)
- هاء 3 (1961)
- لن اعترف (1961)
- طريق الدموع (1961)
- المراهق الكبير (1961)
- الفانوس السحري (1960)
- عمالقة البحار (1960)
- العتبة الخضراء (1959)
- قلوب العذارى (1958)
- كهرمان (1958)
- الفتوة (1957)
- إسماعيل ياسين يقابل ريا وسكينة (1954)
- الوحش (1954)
- مرارة الأيام
- إسماعيل يس بوليس سري
- المسرحيات
- مدرسة المشاغبين ( والد بهجت الاباصيري )
- شاهد ماشفش حاجة ( قاضي المحكمة )
- هاللو شلبي

## وفاته
توفي يوم الأربعاء 30 يونيو عام 2010 عن عمر ناهز ال87 على إثر ضمور شديد في خلايا المخ و فقدان تام للذاكرة

## روابط خارجية
- نظيم شعراوي على موقع IMDb (الإنجليزية)
- نظيم شعراوي على موقع الدهليز
- نظيم شعراوي على موقع قاعدة بيانات الأفلام العربية
- نظيم شعراوي على موقع قاعدة بيانات الفيلم (الإنجليزية)